# Phra-Pokklao-Brücke
Die Phra-Pokklao-Brücke (Thai สะพานพระปกเกล้า) ist eine Brücke über den Mae Nam Chao Phraya (Chao-Phraya-Fluss), die die Bezirke Phra Nakhon und Thonburi in Bangkok, der Hauptstadt von Thailand, verbindet. Sie wurde als Entlastungsbrücke für die Phra-Phutthayotfa-Brücke angelegt.
Die Brücke besteht aus drei dreispurigen Viadukten, von denen nur die äußeren benutzt werden. Der mittlere Viadukt ist für zukünftige Massenverkehrsmittel vorgesehen. Die Gesamtlänge der Brücke liegt bei 745 Metern, die Spannweiten der drei Bögen betragen 56, 100 und 56 Meter. Die lichte Höhe beträgt 8,9 Meter.
Die Bauarbeiten an der Phra-Pokklao-Brücke wurden am 11. November 1981 aufgenommen, die offizielle Eröffnung fand am 3. Dezember 1984 statt.